# Заслон (активная защита)

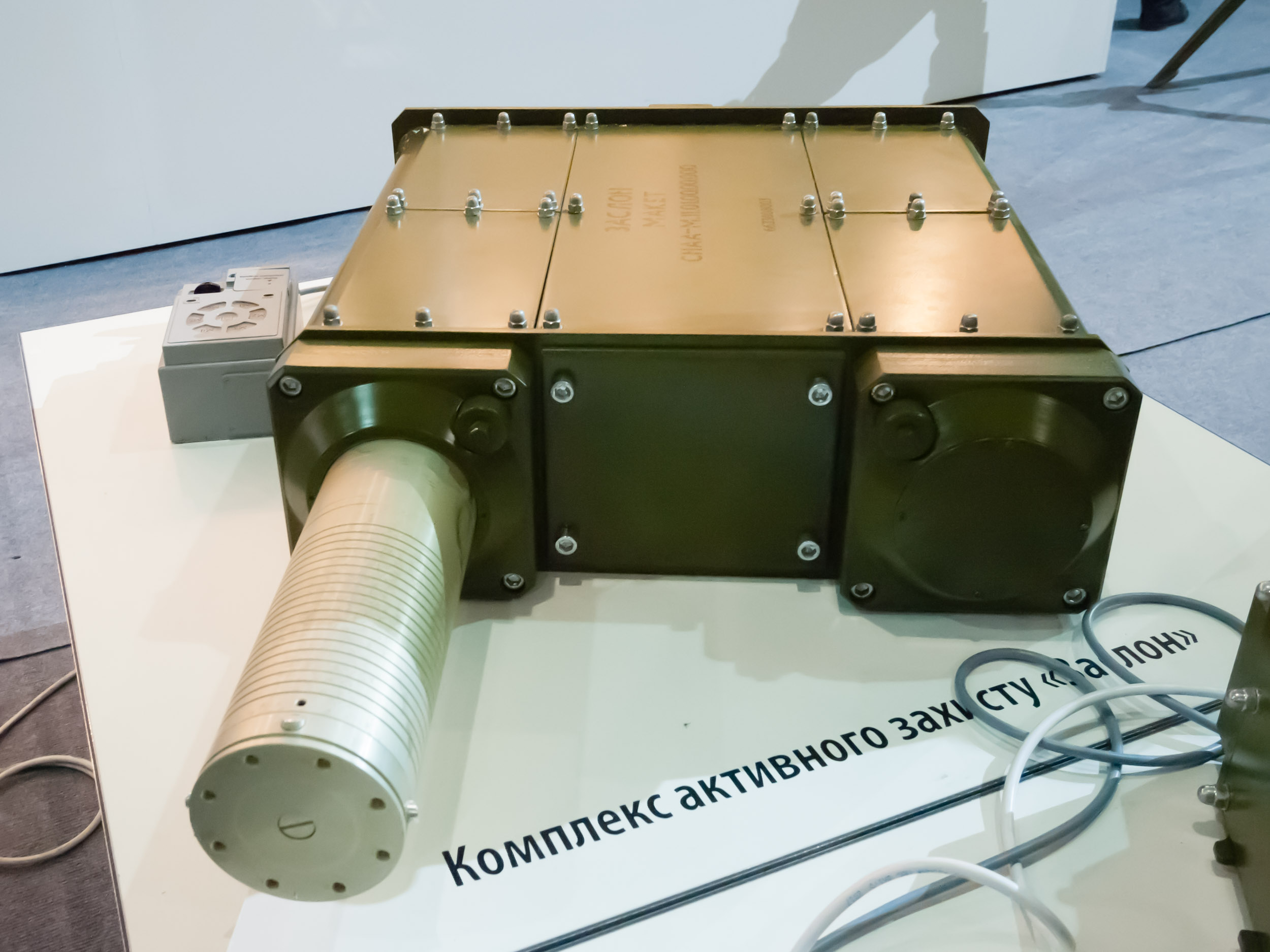
Модуль комплекса «Заслон», 2018.

«Заслон» — украинский комплекс активной защиты бронетехники, разработанный киевским предприятием БЦКТ «Микротек» на основе наработок советской программы 1980-х годов «Барьер». Предназначен для защиты танков от ПТУР, кумулятивных снарядов танковых и противотанковых пушек, а также БОПС.

## История
Принцип действия, использованный при создании комплекса активной защиты «Заслон», был опробован ещё в советских разработках начиная с 1960-х годов, например — в комплексах активной защиты «Дождь» и «Азот».
Концептуальная основа была заложена в конце 1980-х годов в ходе опытно-конструкторских работ по созданию комплекса активной защиты «Барьер». В то время не удалось реализовать весь потенциал данной разработки, но в дальнейшем был значительно расширен спектр атакующих элементов, защиту от которых обеспечивала система «Заслон».
Впервые был продемонстрирован на выставке IDEX-2003 в Абу-Даби.
По результатам госиспытаний в 2009 году принят на снабжение украинской армией. 11 мая 2010 года запатентован.

## Принцип работы
По заявления производителя, комплекс активной защиты «Заслон» обладает автономной модульной структурой и без существенных внесений в конструкцию может быть установлен на любые танки, колесные и гусеничные бронированные машины (с бронированием достаточным для защиты от фугасного эффекта). Особенностью комплекса, обусловленной его модульной структурой, является простота его установки на объекты по сравнению с аналогами (например, КАЗ «Арена» и «Трофи»). Для маскировки комплекса он устанавливается на надгусеничных полках танка, бронекорпус модулей обеспечивает защиту от пуль и осколков снарядов.
РЛС комплекса непрерывно излучает на дистанцию приблизительно 2,0-2,5 м. На этой дальности РЛС обнаруживает нападающий боеприпас и в случае, если боеприпас представляет угрозу для танка, подаётся команда на подрыв защитного боеприпаса. Модуль имеет высокое быстродействие, обусловленное принципом работы комплекса: в боевой обстановке один из защитных боеприпасов каждого модуля постоянно находится в выдвинутом[куда?] положении. Радиолокационный датчик цели срабатывает на рубеже 2,2 метра от периметра корпуса танка. После этого в течение 0,001 секунды осуществлялся подрыв выдвинутого заряда, ближайшего к траектории полета цели.
Под воздействием взрывной волны и высокоскоростного эшелонированного потока осколков, кумулятивные боеприпасы детонируют или изменяет свою траекторию, атакующие БОПС под воздействием защитного боеприпаса меняют свою траекторию и либо уходят вне зоны защищаемого объекта, либо встречаются с основным бронированием под невыгодным углом.

## Критика
Некоторые эксперты указывают, что система активной защиты «Заслон» не имеет принципиальных отличий от устаревших комплексов активной защиты советского периода («Дрозд», «Дождь» и т. п.), причём все недостатки советских систем в ней сохранены. Как показала серия экспериментов, проведённая в НИИ стали, поражение осколочными элементами комплекса «Заслон» даже самых уязвимых зон кумулятивных снарядов, ПТУР и РПГ не даёт гарантии их уничтожения и в большом количестве ситуаций лишь незначительно снижает их бронепробиваемость. В отношении воздействия на ОБПС эксперименты показали, что никакого снижения бронепробиваемости не происходит вообще. Помимо этого, для работы РЛС комплекса критичным оказывается фактор изрезанности диаграммы направленности датчика цели, которая ни в коем случае не должна иметь «слепых зон». В дополнение к этому, даже при удачном подрыве боевой части КАЗ «Заслон», она может нанести серьёзные повреждения элементам внешнего оборудования танка-носителя (кожуху танкового орудия, фальшбортам, защитным стёклам оптики и т. п.), а её осколки сохраняют свои убойные свойства на дальности свыше 100 метров и могут быть опасны для пехоты.
По мнению военного эксперта Михаила Растопшина, завершающие этапы разработки комплекса «Заслон» указывают на 30-летнее отставание украинского ВПК от современных реалий в этой области.

## Эксплуатанты
- Украина — 4 декабря 2009 года комплекс активной защиты «Заслон» был принят на вооружение Вооружённых сил Украины[10]. В период до мая 2014 комплексы «Заслон» устанавливали на танки Т-64БВ вооружённых сил Украины[11].
- Турция — в апреле 2018 года стало известно, что модернизируемые танки М60 оснащаются комплексами активной защиты «Заслон-Л»[12][13][14].

## Видео
- КАЗ Заслон - принцип действия на YouTube
- КАЗ Заслон, описание конструкции на YouTube
- КАЗ Заслон, характеристики на YouTube
- БТР с КАЗ "Заслон" на YouTube